# Hiệp Thành (Bình Dương)
Hiệp Thành is een phường van Thủ Dầu Một, een stad in de provincie Bình Dương. Een belangrijke toegangsweg is de Quốc lộ 13.